# Податкова амністія
Податкова амністія — ряд заходів з надання платникам податків права сплатити суми податків, по яких минули встановлені податковим законодавством терміни платежів.
Мета податкової амністії полягає не в поповненні бюджету, а в переході на правову базу у відносинах платників податків і держави. Для проведення податкової амністії повинні існувати об'єктивні передумови; як правило, це недосконалість податкової системи за той період, коли проводиться податкова амністія.
Як правило, для податкової амністії характерні такі ознаки:
- Одномоментність, тобто держава надає право легалізувати свої доходи одноразово і за певний проміжок часу.
- Легалізація власності, за яку сплачено податок і відмова держави від правового переслідування порушників.